# Monica Mason
Dame Monica Margaret Mason (Johannesburg, 6 settembre 1941) è un'ex ballerina e direttrice artistica sudafricana.

## Biografia
Monica nacque in una famiglia britannica in Sudafrica, dove cominciò a studiare danza in giovane età sotto la supervisione di Ruth Inglestone, Reina Berman e Frank Staff.
Nel 1956 tornò in Inghilterra, dove fu ammessa alla Royal Ballet School. Due anni più tardi, nel 1958, divenne la più giovane ballerina del corpo di ballo del Royal Ballet e fu notata da Kenneth MacMillan, che creò per lei una nuova coreografia per La sagra della primavera nel 1962. La Mason divenne una delle ballerine preferite di MacMillan e danzò tutto il repertorio del coreografo per la compagnia. La ballerina fu inoltre la prima a danzare sei ruoli creati da MacMillan: l'eletta  ne La sagra di primavera, l'amante di Lescaut in Manon (1974), Calliope in Elitle Syncopations (1975), l'Estate ne Le quattro stagioni (1975), la levatrice in Rituals (1975) e Nursey in Isadora (1981).
Nel 1963 fu promossa a solista e nel 1968 a ballerina principale del Royal Ballet. Il suo vasto repertorio con la compagnia includeva i ruoli di Odette e Odile ne Il lago dei cigni e Nikiya ne La Bayadère, oltre a un gran numero di coreografie di Jerome Robbins, George Balanchine, Frederick Ashton e Ninette de Valois.
Dalla fine degli anni settanta la Mason iniziò a lavorare per il Royal Ballet anche in veste di insegnante di danza, prima di diventare répétiteur della compagnia nel 1980, specializzandosi nell'insegnare e mettere a punto le coreografie di MacMillan. Nel 1984 fu promossa a répétiteur principale della compagnia, nel 1988 divenne vicedirettore del Royal Ballet, il cui direttore al tempo era Anthony Dowell e dal 1991 diventò co-direttrice.
Nel 2002 divenne la direttrice artistica del Royal Ballet, un ruolo che ricoprì con successo per dieci anni grazie alle sue doti artistiche e amministrative, tanto da essere stata ricordata come la migliore direttrice del Royal Ballet dai tempi di Ninette de Valois. Nel 2012 vinse un Laurence Olivier Award alla carriera.
È Presidente onoraria di giuria al ''Cecchetti International Classic Ballet Competition''.